# Bentayou-Sérée
Bentayou-Sérée è un comune francese di 113 abitanti situato nel dipartimento dei Pirenei Atlantici nella regione della Nuova Aquitania.
Il comune è nato dalla fusione dei comuni di Bentayou e Sérée avvenuta nel 1845.

## Società

### Evoluzione demografica
Abitanti censiti

## Monumenti di Bentayou-Sérée

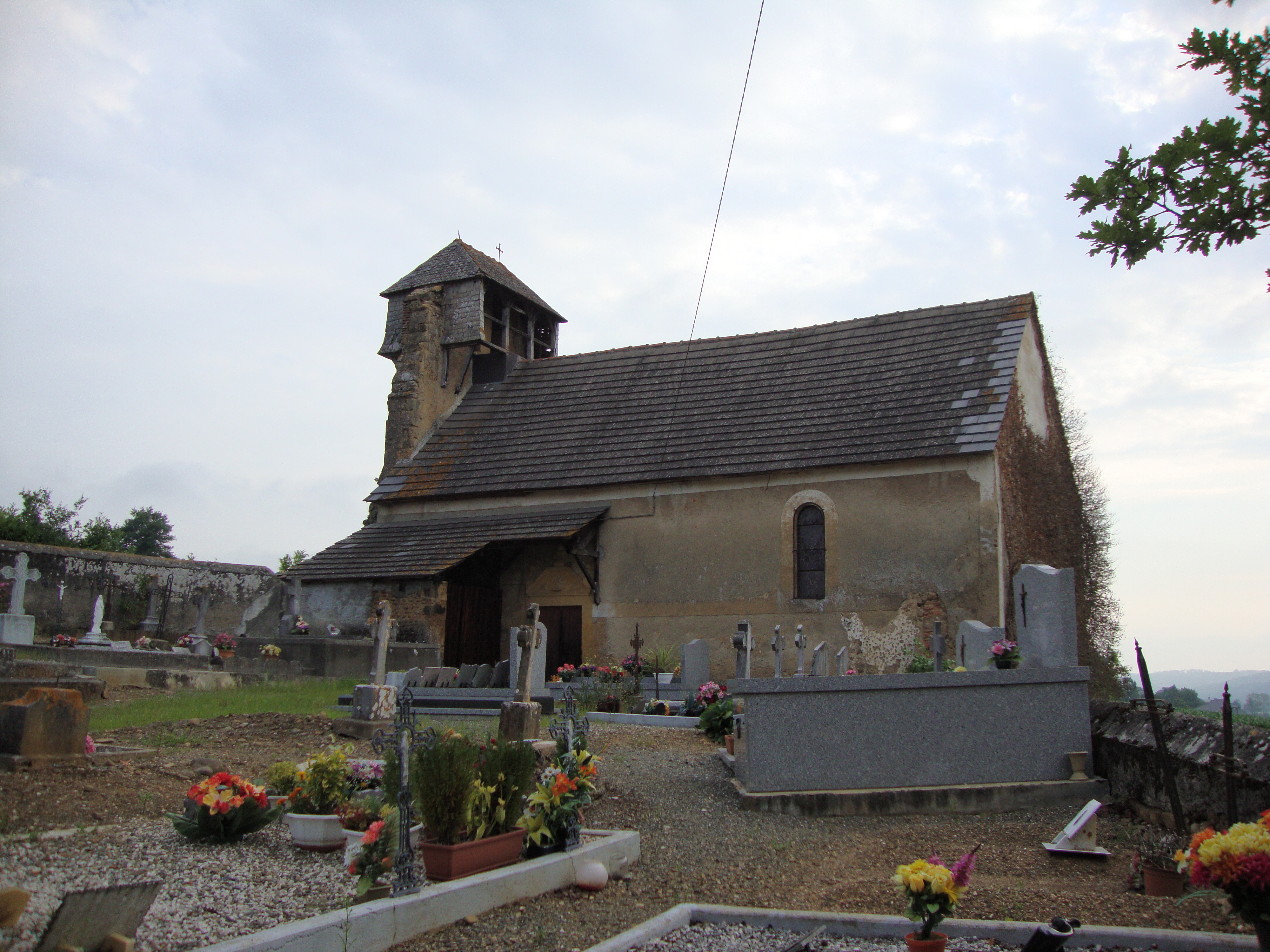
La chiesa di San Lorenzo a Sérée
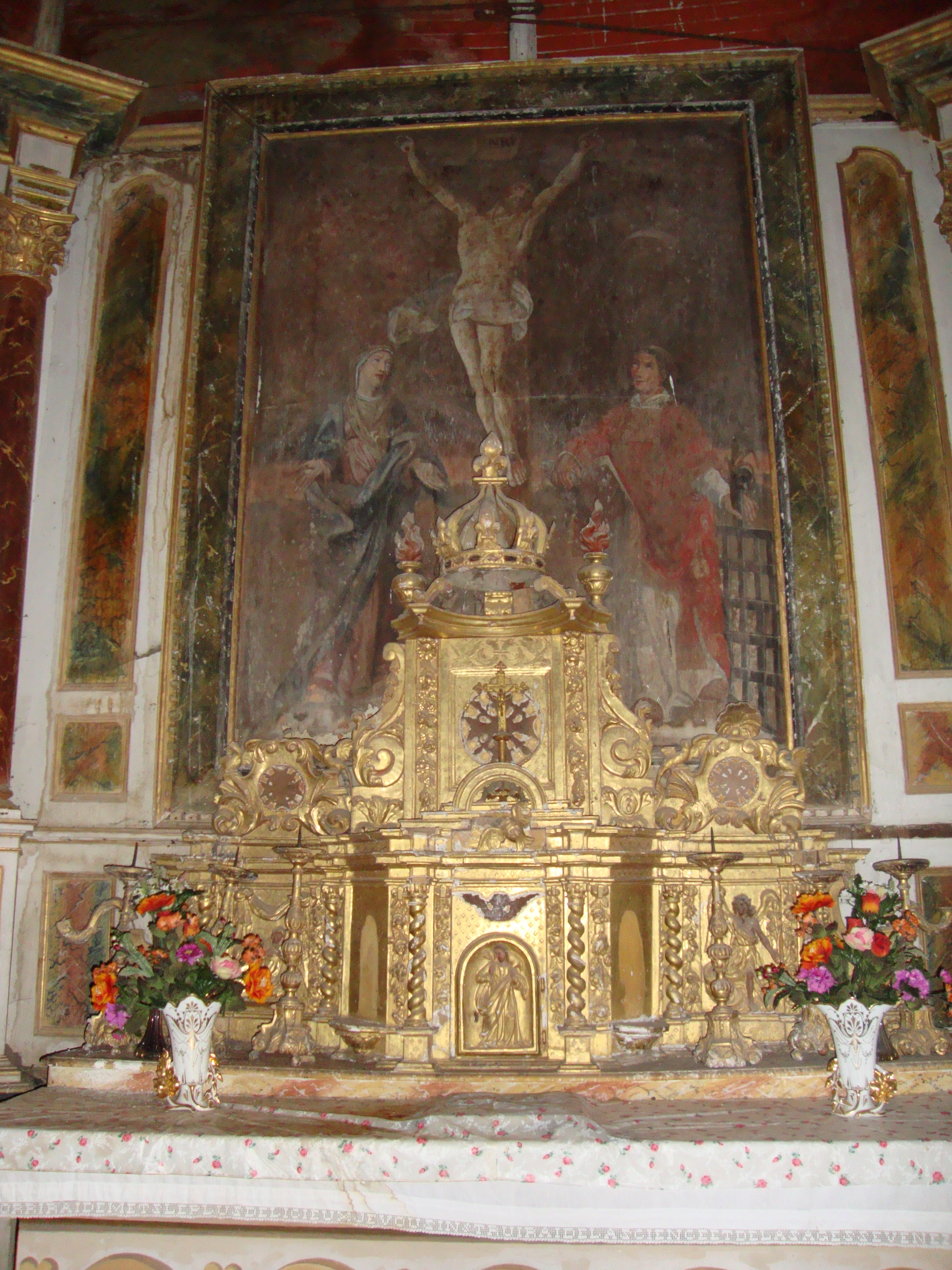
Pala d'altare della chiesa di San Lorenzo
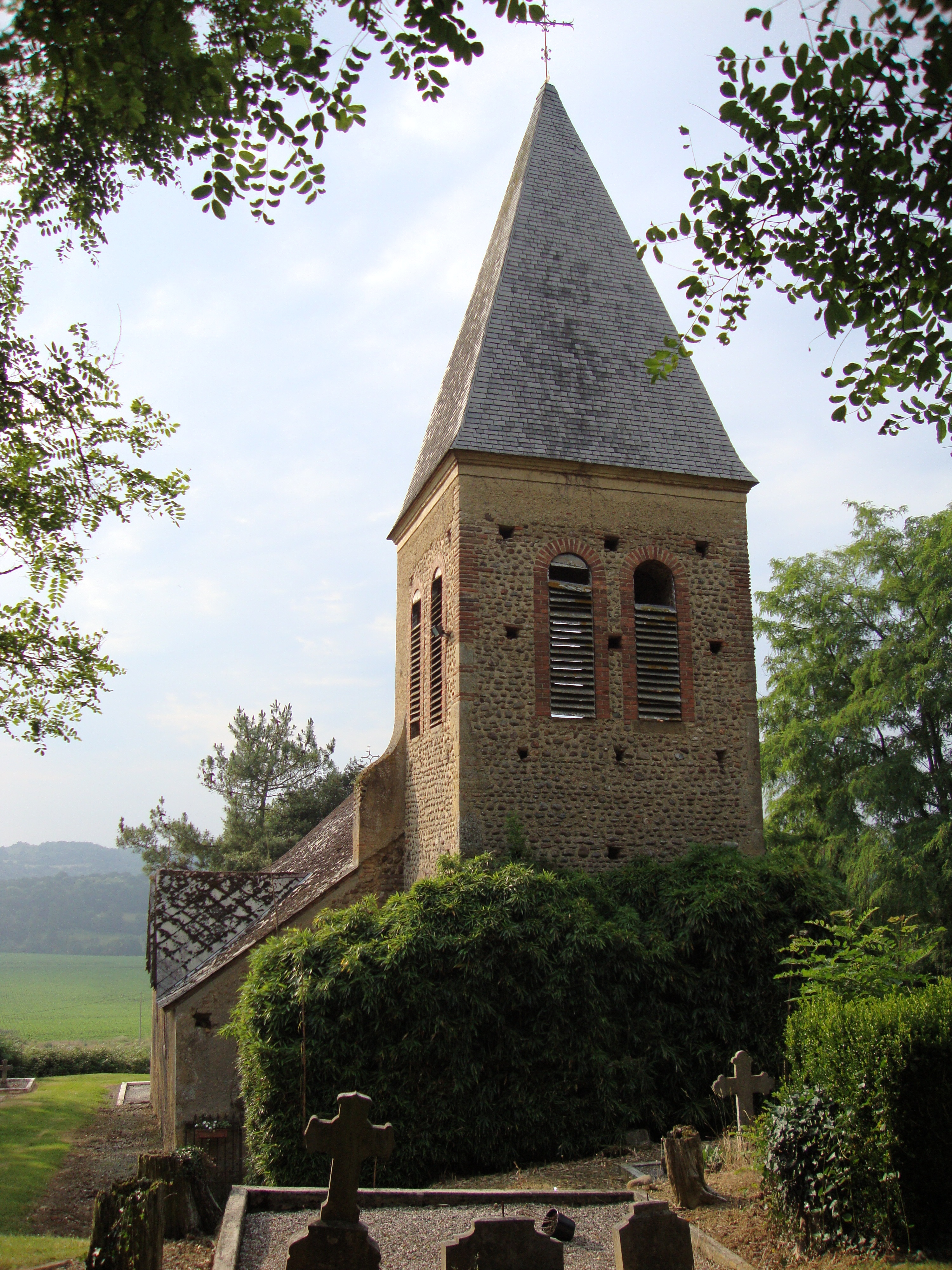
La chiesa di Santa Caterina a Bentayou
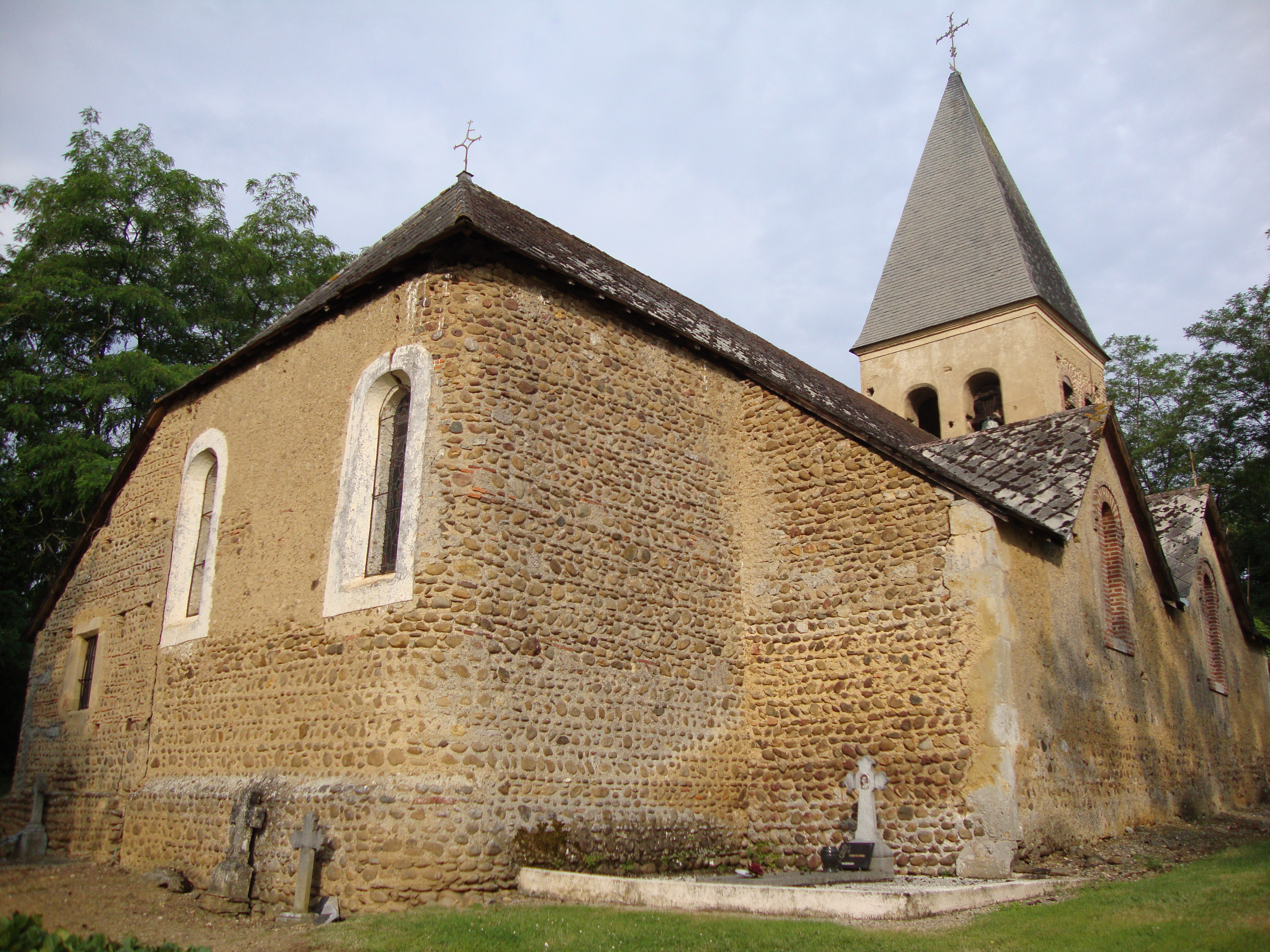
La chiesa di Santa Caterina a Bentayou vista dall'abside